# Carla Quílez Alonso
Carla Quílez Alonso   (Barcelona, febrer 2008) és una actriu catalana coneguda per haver guanyat la Conquilla de Plata a la millor interpretació protagonista del Festival de Cinema de Sant Sebastià 2022 pel seu paper a la pel·lícula La maternal de Pilar Palomero.